# 174 (število)
174 (stó štiriinsedemdeset) je naravno število, za katero velja 174 = 173 + 1 = 175 - 1.

## V matematiki
- klinasto število z natanko tremi različnimi prafaktorji: 2 · 3 · 29;
- obilno število z obilnostjo 12;
- polpopolno število, vsota nekaterih svojih pravih deliteljev: 29 + 58 + 87;
- 59-kotniško število.
- Zumkellerjevo število.
- ne obstaja noben takšen cel x, da bi veljala enačba φ(x) = 174.